# Lampung
Lampung és una província d'Indonèsia, situada a la punta del sud de l'illa de Sumatra. Fa frontera amb les províncies de Bengkulu i Sumatra Meridional. La població original és la tribu Lampung, que parlen una llengua pròpia que té el seu propi alfabet.
La província té una població de 6.654.354 habitants (2000) dins d'una àrea de 35.376 km². Una part important de la població actual de Lampung descendeix d'immigrants de Java, Madura i Bali. Aquests immigrants van venir a la recerca de més terra disponible a les illes i formaven part d'un programa de migració del govern, per al qual Lampung era una de les primeres destinacions.
Lampung és comunament conegut per la seva inestabilitat geogràfica en termes de terratrèmols i volcans. El darrer va ser el 10 de maig de 2005, mesurament 6,4 en l'escala de Richter. Però la situació més greu es produïa el 1883 amb l'explosió històrica del volcà Krakatoa, amb conseqüències desastroses.
Lampung es divideix en 8 regències:
- Lampung Occidental
- Lampung del Sud
- Lampung Central
- Lampung Oriental
- Lampung del Nord
- Way Kanan
- Tanggamus
- Tulang Bawang

i 2 ciutats: Bandar Lampung i Metro